# Ernest Roze
Pour les articles homonymes, voir Roze.
Ernest Henri Roze, né le 14 juin 1833 à Paris et mort le 25 mai 1900 à Chatou (Yvelines, enterré à Paris), est un botaniste et mycologue français.

## Biographie
Fils d'architecte, il intègre l'administration centrale du ministère des Finances en 1855 comme surnuméraire, et y est successivement promu commis en 1856, sous-chef de bureau en 1873 et chef de bureau en 1876. Il est décoré de la Légion d'honneur en cette qualité en 1879.
Botaniste infatigable s'adonnant à la botanique en « amateur » en parallèle à sa carrière administrative, Ernest Roze est lauréat de l'Académie des sciences et de la Société nationale d'agriculture.
Il adhère à la société botanique de France en 1860 et y occupe diverses fonctions : membre du Conseil d'administration en 1862, 1877, 1882, 1886, 1888 ; vice-secrétaire, en 1865 ; secrétaire, en 1858 et en 1870 ; quatre fois vice-président, 1870, 1870, 1881, 1897 ; premier vice-président, en 1889 et président, en 1890. 
Il prend sa retraite en 1894 avec le titre de sous-directeur honoraire au ministère des Finances, refusant la proposition de croix d'officier de la Légion d'honneur de son ministre de tutelle, Auguste Burdeau.

## Publications
Selon IdRef :
- Ernest Roze, Fleurs de printemps : Premières poésies, Paris : Nolet, 1855.
- Auguste Rivière, Édouard François André, Ernest Roze, Les Fougères : Choix des espèces les plus remarquables pour la décoration des serres, parcs, jardins et salons, précédé de leur histoire botanique & horticole, Paris, Jules Rothschild (s./dir.), 1867-1868 (lire en ligne).
- Ernest Roze, Charles Richon (illustr.), Charles Rolet (illustr.), Atlas des champignons comestibles et vénéneux de la France et des pays circonvoisins : contenant 72 planches en couleur où sont représentées les figures de 229 types des principales espèces de champignons recherchées pour l'alimentation, et des espèces similaires suspectes ou dangereuses avec lesquelles elles sont confondues, Paris, O. Doin, 1888.
- Ernest Roze, Histoire de la pomme de terre traitée aux points de vue historique, biologique, pathologique, cultural et utilitaire, Paris : J. Rothschild , 1898 (lire sur wikisource).
- Ernest Roze, Charles de L'Escluse d'Arras, le propagateur de la pomme de terre au XVIe siècle : sa biographie et sa correspondance, Paris : J. Rothschild , 1899 (lire sur wikisource).
- Ernest Roze et Maxime Cornu, Sur deux nouveaux types génériques pour les familles des Saprolégniées et des Péronosporées, Bibliothèque de l'École des Hautes Études, Section des sciences naturelles, tome 2, Paris, 1870.
- Ernest Roze, Recherches biologiques sur l'Azolla Filiculoides Lamk, Bulletin de la Société Botanique de France, 35 (8) p. 427-428, 1888 (lire en ligne).